# Saint-Martin-d'Uriage
Saint-Martin-d'Uriage è un comune francese di 5 598 abitanti situato nel dipartimento dell'Isère della regione dell'Alvernia-Rodano-Alpi.
La località termale di Uriages les Bains, condivisa tra i comuni di Saint-Martin-d'Uriage e Vaulnaveys-le-Haut, è dominata dal Castello di Uriage, classificato come monumento storico per diversi elementi.

## Società

### Evoluzione demografica
Abitanti censiti